# Denilson Alves Borges
Denilson Alves Borges (Nazaré do Piauí, 23 marzo 2001) è un calciatore brasiliano, centrocampista del Cuiabá.

## Carriera
Denilson si è unito alle giovanili del Flamengo nel 2018, proveniente dall'Itapirense. Ha lasciato il club alla fine del 2019 e successivamente è entrato a far parte dell'Atlético Mineiro.
Nel giugno 2021 si è trasferito al Bangu militante in Série D. Ha esordito in prima squadra il 5 giugno giocando da titolare nella sconfitta casalinga per 2-1 contro il Santo André ed il 31 luglio ha segnato la sua prima rete nell'1-1 in casa della Portuguesa-RJ.
Il 18 ottobre 2021 ha rinnovato il suo contratto con il Bangu fino al 2025 ed il 14 marzo successivo è stato ceduto in prestito al Cuiabá, club di Série A, fino all'aprile 2023.
Il 7 agosto 2022 ha esordito in massima serie sostituendo Rafael Gava nella sconfitta per 1-0 contro il Fluminense. Il 4 gennaio dell'anno successivo ha firmato un contratto quinquennale con il club mato-grossense, dopo il pagamento di R$ 320.000 per il 60% dei suoi diritti sportivi.

## Statistiche

### Presenze e reti nei club
Statistiche aggiornate al 4 giugno 2023.
| Stagione        | Squadra         | Campionato      | Campionato | Campionato | Coppe nazionali | Coppe nazionali | Coppe nazionali | Coppe continentali | Coppe continentali | Coppe continentali | Altre coppe | Altre coppe | Altre coppe | Totale | Totale | Totale |
| Stagione        | Squadra         | Comp            | Pres       | Reti       | Comp            | Pres            | Reti            | Comp               | Pres               | Reti               | Comp        | Pres        | Reti        | Pres   | Reti   |        |
| --------------- | --------------- | --------------- | ---------- | ---------- | --------------- | --------------- | --------------- | ------------------ | ------------------ | ------------------ | ----------- | ----------- | ----------- | ------ | ------ | ------ |
| 2021            | Bangu           | D               | 15         | 1          |                 | -               | -               |                    | -                  | -                  | CR          | 2           | 0           | 17     | 1      |        |
| 2022            | Bangu           | A/RJ            | 11         | 1          |                 | -               | -               |                    | -                  | -                  |             | -           | -           | 11     | 1      |        |
| Totale Bangu    | Totale Bangu    | Totale Bangu    | 26         | 2          |                 | 0               | 0               |                    | -                  | -                  |             | 2           | 0           | 28     | 2      |        |
| 2022            | Cuiabá          | A               | 12         | 0          | CB              | 0               | 0               |                    | -                  | -                  |             | -           | -           | 12     | 0      |        |
| 2023            | Cuiabá          | PD/MT+A         | 8+6        | 1+0        | CB              | 1               | 0               |                    | -                  | -                  | CV          | 4           | 0           | 19     | 1      |        |
| Totale carriera | Totale carriera | Totale carriera | 52         | 3          |                 | 1               | 0               |                    | -                  | -                  |             | 6           | 0           | 59     | 3      |        |